# Anden Schlesiske Krig
Anden schlesiske krig fandt sted 1744-1745.

## Baggrund
Den 28. juli 1742 blev takket være Storbritanniens mægling den første schlesiske krig mellem Østrig og Preussen afsluttet ved undertegnelsen af freden i Breslau, og Schlesien blev i 16 artikler delt mellem dem. Preussen fik med Niederschlesien, Øvre Schlesien og grevskabet Glatz størstedelen af landet, mens Østrig kun beholdt nogen få byer, som Jägerndorf og Troppau.
Maria Theresia benyttede fredsaftalen til at beskytte sig mod den alvorligste trussel mod hendes krav på tronen, nemlig den bayerske kurfyrste Karl VII Albrecht. Denne var, efter at huset Habsburgs mandlige linje var uden arvinger, allerede i januar samme år valgt til tysk-romersk kejser, hvilket ødelagde Maria Theresias plan om at få sin ægtefælle Franz Stefan af Lothringen valgt til kejser og dermed beholde Habsburgfamiliens indflydelse i riget. Maria Theresia overfaldt derfor Bayern og stillede det den 27. juni 1742 under østrigsk forvaltning. Den 23. september 1743 udvidede hun sit alliancesystem med Storbritannien og kongeriget Piemonte-Sardinien.
Denne nye udenrigspolitiske konstellation indebar, at Frederik den Store i stigende grad følte sin position truet. Efter, at kejseren med Bayern havde mistet sin territoriale magtbasis i riget, havde Preussen grund til at frygte, at Maria Theresia ville benytte sin forøgede indflydelse til at kræve Schlesien tilbage fra Preussen. Frederik den Store forsøgte derfor i den følgende tid at skaffe Preussen allierede og opnåede endelig ved traktaten i Nymphenburg forbundsfællerne Bayern, Frankrig og Spanien, og senere sluttede også Sachsen, Sverige, det bourbonske kongeriget Napoli (Napoli), Kurpfalz og Köln sig til alliancen. I modsætning til sine forhåbninger lykkedes det ham imidlertid ikke at vinne Rusland for sin sag, hvilket i de kommende år skulle vise sig at blive næsten fatalt for Preussen.
Efter, at Frederik gennem disse omfattende alliancer havde sikret sig støtte, angreb han i august 1744 det østrigske Bøhmen og indledte dermed den anden schlesiske krig efter, at prinsen af Lothringen var rykket ind i Elsass.

## Krigens forløb
Da Frankrigs hjælp syntes noget tvivlsom, besluttede Frederik 2. i juli at føre krigen på egen hånd og rykkede i august med en hær på 80.000 mand i 3 kolonner fra Peterswald, Zittau-Braunau, ind i Böhmen, og efter at kolonnerne havde forenet sig foran Prag, faldt denne fæstning efter kort belejring 16. september efter 2. ugers belejring. Østrigerne trak sig derefter længere ind i landet for, at forsyningslinjerne for de fremrykkende preussere derved blev stadig længere. Østrig benyttede denne fremgangsmåde for at svække preusserne med målrettede angreb og til sidst at drive dem ud af Bøhmen.
Kongen rykkede derpå videre ned ad Moldau og erobrede Tabor, Budweiss og Frauenberg, men agtede ikke at vente på den fra Pfalz komne østrigske hærstyrke under Batthyani, således at denne kunne forene sig med prinsen af Lothringen, der uden at forstyrres af bayrerne eller franskmændene i ilmarch fra Elsass var rykket til Böhmen. Endelig fik kongen også uventet sachserne på halsen, idet de opstillede sig ved Eger og forenede sig med østrigerne, der nu kommanderedes af marskal Traun. Den 8. januar det følgende år blev situationen for Frederik stadig mere kritisk, eftersom Storbritannien, Nederlandene, Østrig og Sachsen sluttede sig sammen til en kvadruppelalliance.
Preusserne måtte opgive Prag og gå tilbage fra stilling til stilling, så i slutningen af december var hele Böhmen blevet opgivet, mens den preussiske hær var svundet ind til det halve. Østrigerne oversvømmede nu hele Øvreschlesien, mens de i januar 1745 sluttede en alliance med Sachsen, Polen og Holland med det formål at dele det preussiske monarki imellem sig. Imidlertid forberedte Frederik sig til at levere sine modstandere et knusende slag. Efter nogle mindre sejre ved Ratibor, Habelschwerdt og Landshut, der hævede hans troppers mod, lykkedes det ham maj 1745 at lokke prinsen af Lothringen med 70.000 mand ind i Midtschlesien, og efter at kongen havde bragt sin hær op på 60.000 mand, overraskede han 4. juni sin modstander ved Hohenfriedberg og vandt en glimrende sejr. Fjenden forfulgtes ind i Böhmen, men kongen lod sig dog nøje med at besætte dets grænsedistrikter.
Den 26. august påtog England sig at skaffe Preussen fred på betingelsen af status quo, hvorfor Frederik gik ud fra, at krigen var forbi, så at han kun beholdt 22.000 mand ved Trautenau, lige over for de dobbelt så stærke østrigere. Prinsen af Lothringen besluttede derpå 30. september at angribe kongen i hans ugunstige stilling ved Soor, men han led et stort nederlag, og samtlige østrigske fremstød i retning af Berlin blev forhindrede. Desuagtet ville Østrig og Sachsen fortsætte krigen, og for vinteren planlagdes, at en hær fra Sachsen skulle rykke ind i Mark-Brandenburg, mens prinsen af Lothringen over Lausitz skulle hindre de preussiske tropper i Schlesien fra at gå derhen. Frederik erfarede først denne farlige plan af den svenske gesandt i Berlin og samlede straks en hær i Schlesien, mens et korps under Leopold af Anhalt-Dessau opstilledes ved Halle. Med en mindre afdeling kastede nu kongen 23. november Karl af Lothringens fortropper tilbage ved Katholisch-Hennersdorf, hvad der bevirkede, at denne gik tilbage til Böhmen, og 15. december slog Dessau Sachserae under Rutowski ved Kesselsdorf. Dessau og Frederik forenede sig derpå og besatte 18. december Dresden, hvor efter Kongen tilbød fred på betingelsen af status quo. Maria Theresia ville dog ikke opgive kampen endnu og sendte sin underhandler i Dresden, grev Harrach, befaling til ikke at slutte fred med Preussen, kun med Frankrig. Befalingen indtraf imidlertid for sent; ved Englands mægling var Frederik kommet franskmændene i forkøbet og sluttede 25. december freden i Dresden, der ganske bekræftede Freden i Breslau.

## Freden i Dresden
Den 25. december kom det til fredsslutning i Dresden. Der blev det slået fast, at Schlesien for altid skulle i preussisk besiddelse. Frederik den Store anerkendte på sin side Maria Theresias ægtefælle, Franz I Stefan, som kejser af det tysk-romerske rige.